# Siège de Saragosse (1808)
Pour les articles homonymes, voir Siège de Saragosse et Saragosse (homonymie).
Guerre d'indépendance espagnole
Batailles
- Dos de Mayo
- Tolède
- Bruc
- Valdepeñas
- Pont d'Alcolea
- Port de Cadix
- Olhão
- Cabezón
- Gérone (1er)
- Saragosse (1er)
- Valence (1er)
- Medina de Rioseco
- Bailén
- Gérone (2e)
- Évora
- Roliça
- Vimeiro

Le Premier siège de Saragosse, durant la campagne d’Espagne, dure de juin 1808 à août 1808, et se conclut par la levée du siège par les Français.

## Contexte
Saragosse est une des premières villes à répondre à l'insurrection espagnole contre l'Empire français lancée à Madrid le 2 mai 1808. Le jeune José de Palafox y Melzi, ancien favori du roi Bourbon Ferdinand VII, s'est échappé de Bayonne et est proclamé dans la capitale aragonaise capitaine général de l'armée. Le 7 juin 1808, le général Lefebvre-Desnouettes venant de Pampelune rencontre l'armée aragonaise de Palafox à Tudela, Mallén, Alagón, la battant à chaque fois. Mais une fois réfugiée dans Saragosse, le général de cavalerie doit faire appel au génie pour commencer le siège.

## Déroulement du siège

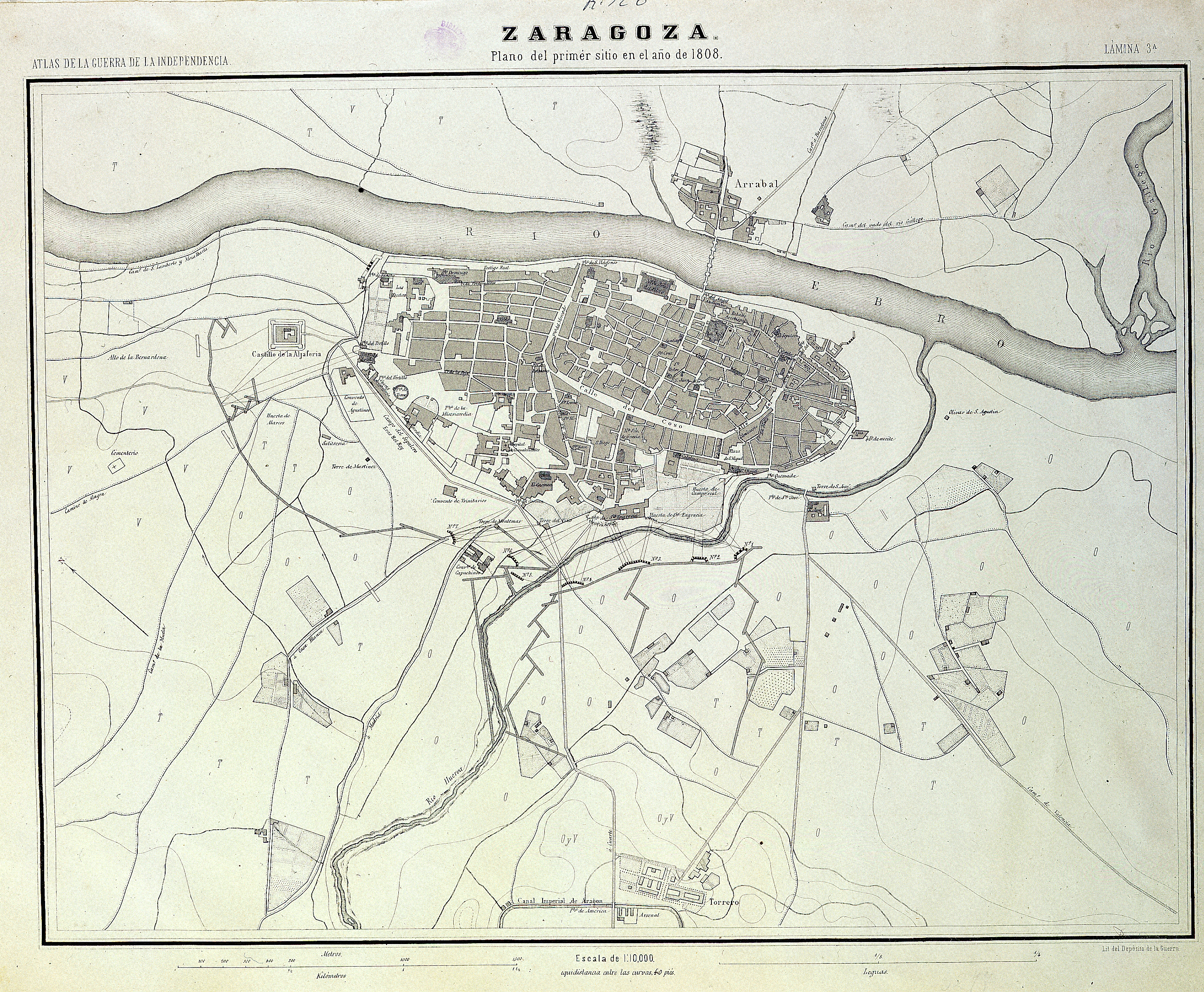
Carte (1868) du Premier siège de Saragosse

Le général Lacoste, aide de camp de Napoléon, commence les préparatifs, amenant notamment une forte artillerie, que commande le général Dedon-Duclos. Ce dernier a réuni soixante bouches à feu, et fait construire sur le haut Èbre un pont de bateaux destiné à faire communiquer entre eux les différents quartiers de l'armée. Les renforts espagnols sont battus à Épila à 30 km de la ville, mais Saragosse continue de tenir.
Le 26 juin, c'est le général Verdier, à la tête de sa division, qui prend le commandement du siège. Remportant le mont Torrero le 28, Verdier commence à bombarder Saragosse le 1er juillet. La place riposte fortement, et Verdier demande des troupes supplémentaires.
Le 11 juillet, les Français passent l'Èbre, grâce aux travaux exécutés par Dedon. La ville peut être investie à la fin de juillet. Cependant les effectifs français sont trop faibles pour un encerclement complet et la ville peut accueillir quelques renforts. Dedon établit alors sept batteries contre le couvent de Santa Engracia menaçant le front entre ce couvent et la porte du Carmen, et en flanc le couvent des capucins Trinitaires.

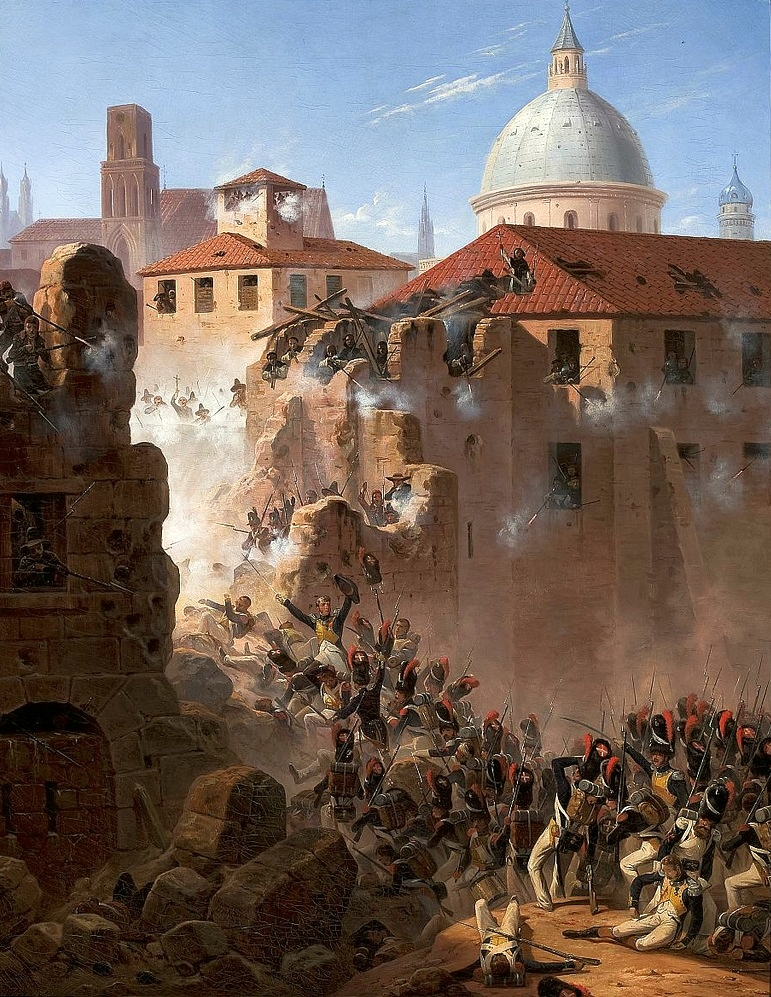
L'assaut de Saragosse par Janvier Suchodolski.

À la suite du nouveau bombardement du 3 août, les Français s'emparent de la moitié de la ville le 4. Verdier blessé, c'est Lefebvre qui reprend le commandement, et qui bat l'armée de secours. Le 7 août, les Espagnols reçoivent un renfort de 3 000 hommes et des munitions.

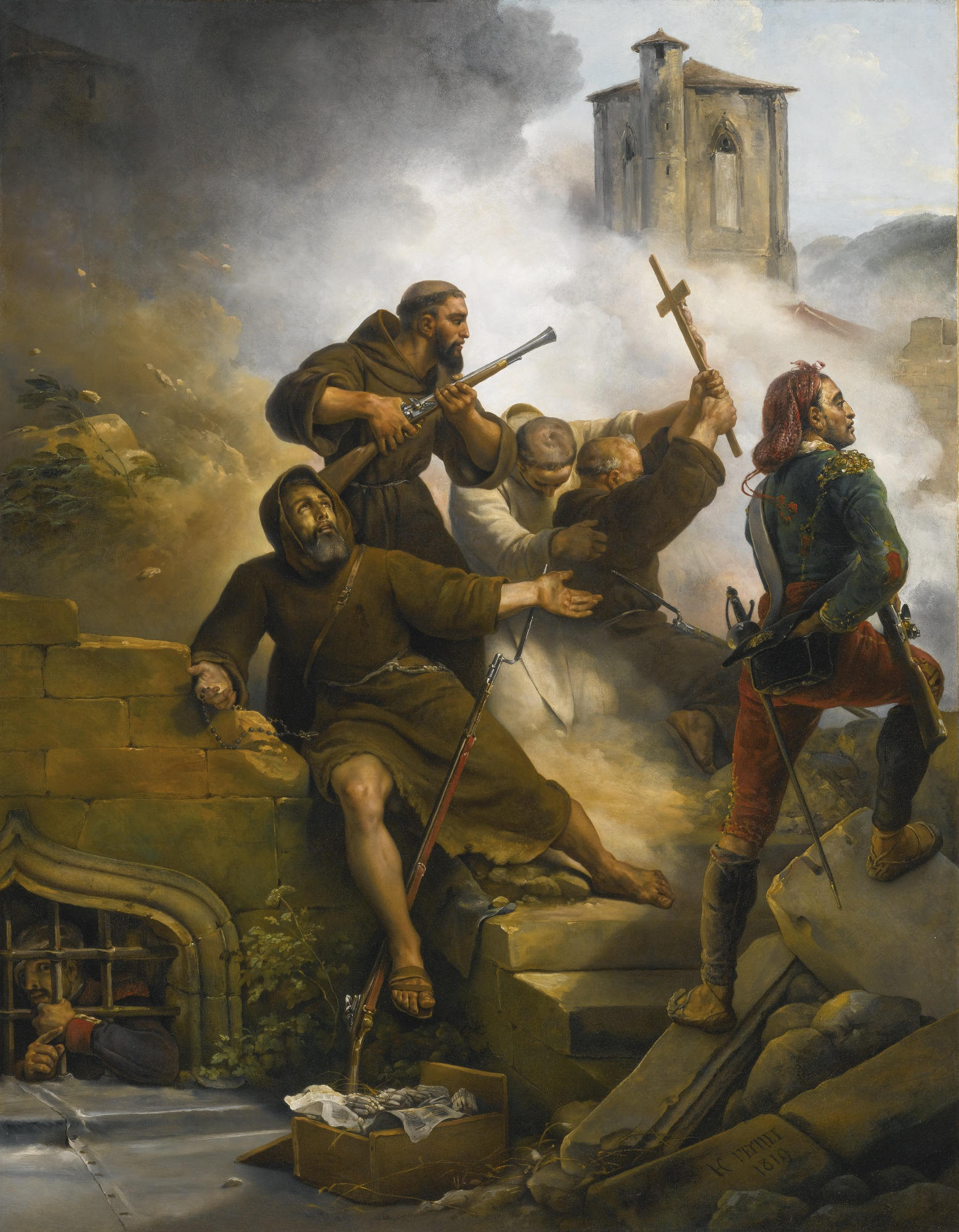
Le Siège de Saragosse
Horace Vernet, 1819
Collection privée, Vente 2015

Des civils de Saragosse, dont des moines des monastères locaux s'engagent alors dans des combats de rue. Le Baron Lejeune dans ses mémoires décrit le personnage de « San Yago Saas comme un brillant chef et un prédicateur ardent ... il avait lui-même massacré dix-sept Français ». Cette image est reprise dans le tableau d'Horace Vernet en 1819. 

## Départ des troupes françaises
La nuit du 7 août, Lefebvre reçoit une lettre du roi Joseph Bonaparte qui lui ordonne de lever le siège, lui-même évacuant Madrid, après la défaite de Bailén ; le jour suivant, Castaños arrive d'Andalousie avec 25 000 hommes, mais les Français ont déjà quitté Saragosse.

## Conséquences
La levée du siège n'a pas de conséquence militaire fâcheuse pour les Français. Toutefois la victoire des habitants de Saragosse, associée à la victoire de Bailén, donnent confiance aux troupes aragonaises, et surtout à leur commandant Palafox.
Mais fin novembre, après la victoire française de Tudela, les maréchaux Moncey et Mortier entament le second siège de Saragosse.